# Głogówka
Głogówka (Rhaphiolepis Lindl.) – rodzaj roślin należący do rodziny różowatych. Obejmuje 9 gatunków. Rośliny te występują we wschodniej i południowo-wschodniej Azji, na obszarze od Japonii i Korei, poprzez Chiny, Filipiny, Półwysep Indochiński po Borneo, a jako rośliny introdukowane obecne są w południowo-wschodniej Australii. Rosną w lasach i zaroślach zarówno na niższych położeniach, w tym na skalistych wybrzeżach, jak i w górach.
Niektóre gatunki uprawiane są jako rośliny ozdobne dla swych obficie rozwijających się białych i różowych kwiatów. Cenione są ze względu na walory dekoracyjne, ale też dużą odporność na suszę. Najbardziej popularny w uprawie jest Rhaphiolepis indica, który w odmianie R. indica var. umbellata (= R. umbellata) bywa spotykany także w Polsce. Zazwyczaj jednak rośliny te sadzone są w klimacie ciepłym, zwłaszcza w basenie Morza Śródziemnego i w cieplejszych obszarach Ameryki Północnej. W uprawie popularne są odmiany o kwiatach silnie wybarwionych różowo, do niemal czerwonych. 
Kora z R. indica var. umbellata wykorzystywana bywa jako źródło brązowego barwnika. W uprawie spotykane są także wyhodowane mieszańce z rodzajem miszpelnik Eriobotrya noszące nazwę ×Rhaphiobotrya Combes.
W uprawie rośliny wymagają ochrony przed mrozem (zwłaszcza młode). Najlepiej rosną w miejscach słonecznych, na glebie żyznej, przepuszczalnej. Rośliny nie wymagają przycinania i raczej nie cierpią od chorób.

## Morfologia

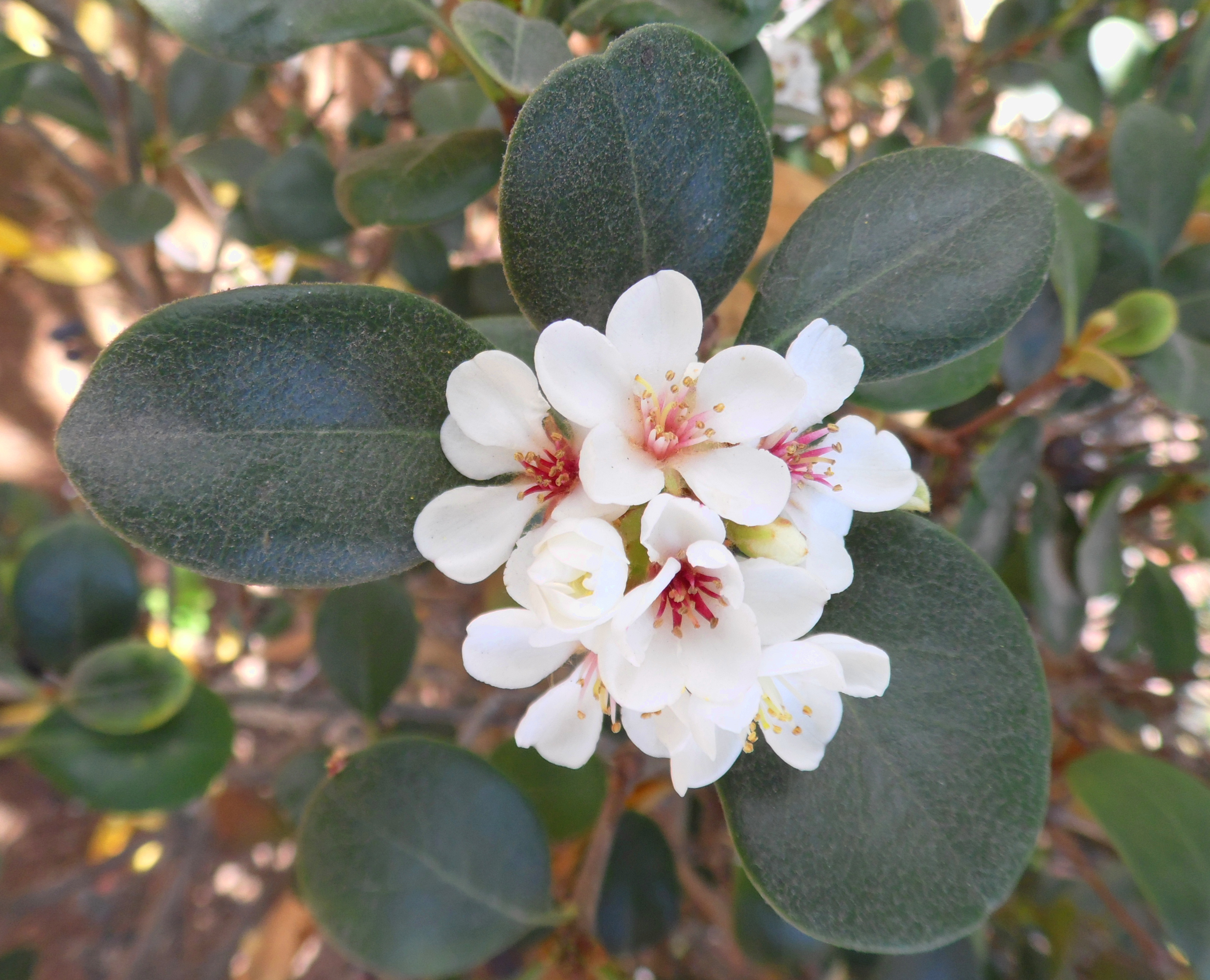
Rhaphiolepis indica

PokrójZimozielone krzewy i niskie drzewa, o pędach bez cierni. Zwykle o wysokości ok. 1–2 m.
LiścieSkrętoległe, przylistki wolne, u nasady ogonków liściowych, krótkotrwałe. Liście krótkoogonkowe, pojedyncze, skórzaste, całobrzegie lub piłkowane. Młode liście są brązowawe.
KwiatyZebrane na szczytach pędów w grona proste i złożone. Hypancjum dzwonkowate do rurkowatego. Działki kielicha w liczbie 5, wyprostowane lub odgięte, odpadają po kwitnieniu razem z górną krawędzią hypancjum. Płatki korony w liczbie 5, białe lub różowawe, u nasady zwężone w krótki paznokieć. Pręcików jest 15 lub 20. Zalążnia dolna, tworzona jest przez dwa owocolistki całkowicie przyrośnięte do siebie i przylegające do hypancjum. Zawiera po 2 (rzadko więcej) zalążki w każdej z komór. Szyjek słupka dwie, czasem trzy, zgrubiałych na końcach.
OwoceJabłkowate, kulistawe, z wyraźną kolistą blizną na szczycie. Dojrzałe są purpurowe do niebieskoczarnych. Miąższ cienki i z licznymi sklereidami. Każdy owoc zwykle z pojedynczym lub dwoma nasionami, które są stosunkowo duże i kuliste.

## Systematyka
Rodzaj klasyfikowany jest w obrębie rodziny różowatych Rosaceae do podrodziny Amygdaloideae i plemienia Maleae Small.
Wykaz gatunków
- Rhaphiolepis brevipetiolata J.E.Vidal
- Rhaphiolepis ferruginea F.P.Metcalf
- Rhaphiolepis indica (L.) Lindl.
- Rhaphiolepis lanceolata Hu
- Rhaphiolepis major Cardot
- Rhaphiolepis mekongensis (Cardot) Tagane & H.Toyama
- Rhaphiolepis philippinensis (S.Vidal) Kalkman
- Rhaphiolepis salicifolia Lindl.
- Rhaphiolepis wuzhishanensis W.B.Liao, R.H.Miau & Q.Fan